# Finlands uafhængighedsdag
Finlands uafhængighedsdag fejres den 6. december. Dagen regnes for Finlands nationaldag og er flagdag. Den 6. december 1917 erklærede Finland sig uafhængigt af Rusland.
Blandt de tilbagevendende festligheder på denne dag findes den økumeniske festgudstjeneste i Helsingfors, der transmitteres direkte i tv, og andre gudstjenester landet over samt militærparader, koncerter, fester arrangeret af kommunerne, studenterforeningernes faneoptog til soldatergravene om aftenen samt præsidentens kur, hvor Finlands præsident modtager et stort antal kendte finner i sin residens og desuden udenlandske statsborgere, som i årets løb har gjort noget særligt for Finland. Mange finner sætter to levende lys i vinduerne om aftenen. Præsidentens kur udsendes i tv og har altid høje seertal.
På uafhængighedsdagen uddeler præsidenten offentlige hæderstegn, og Finlands forsvar forfremmer officerer.

## Historie
Finland blev selvstændigt fra Rusland den 6. december 1917. Bolsjevikkerne havde taget magten ved oktoberrevolutionen i Rusland den 7. - 8. november 1917 og den 4. december 1917 afgav Pehr Evind Svinhufvud som leder af senatet Finlands selvstændighedserklæring. Parlamentet godkendte selvstændighedserklæringen den 6. december med stemmerne 100-88.
I de tidlige stadier af selvstændigheden var der forskellige meninger om selvstændighedsdagen. Højre mente, at Finland havde frigjort sig fra Rusland allerede tidligere efter borgerkrigen, og de ville markere selvstændighedsdagen med den hvide hærs sejrsparade den 16. maj. Venstre på sin side, anså som selvstændighedsdagen den 15. november, eftersom demokratiet repræsenteret ved rigsdagen havde erklæret sig som højeste forvalter af magten den 15. november 1917. Et år efter antagelsen af selvstændighedserklæringen, den 6. december 1918, markerede den akademiske verden, især E.N. Setälä, årsdagen med en banket. Fra 1919 har den 6. december markeret selvstændighedsdagen: regeringen under statsminister, agraren J.H. Vennola besluttede i november som kompromis at gøre det til en helligdag for statslige kontorer, skoler og domstole.
I 1929 fastlagdes dagen som en almindelig betalt feriedag.
I 1937 blev vedtaget en lov som fastlagde selvstændighedsdagen til markering, som betalt fridag eller - for dem, der ikke kunne tage dagen fri - som en dag hvorpå der ydedes en særlig høj betaling.

## Årsparadesteder siden 1993
- 1993: Seinäjoki[5]
- 1994: Lohja[6]
- 1995: Kajaani[7]
- 1996: Mikkeli[8]
- 1997: Oulu[9]
- 1998: Jyväskylä[10]
- 1999: Huittinen[11]
- 2000: Lahti[12]
- 2001: Joensuu[13]
- 2002: Lohja[14]
- 2003: Turku[15]
- 2004: Mikkeli[16]
- 2005: Lahti[17]
- 2006: Jyväskylä[18]
- 2007: Hämeenlinna[19]
- 2008: Turku[20]
- 2009: Riihimäki[21]
- 2010: Kuopio[22]
- 2011: Tampere[23]
- 2012: Kouvola[24]
- 2013: Mikkeli[25]
- 2014: Hämeenlinna[26]
- 2015: Jyväskylä[27]
- 2016: Kajaani[28]
- 2017: Kuopio[29]
- 2018: Mikkeli[30]